# Поворознюк Олександр Григорович
Олександр Григорович Поворознюк (нар. 6 березня 1971, с. Новомануйлівка, Петрівський район, Кіровоградська область, Українська РСР, СРСР) — український фермер, аграрій, підприємець, громадський діяч, фігурант бази даних «Миротворець» . Генеральний директор ТОВ «Агрофірма П'ятихатська», президент ФК «Інгулець». У 2009—2010 роках — президент футбольного клубу «Десна» (Чернігів). Голова благодійного фонду «З людьми і для людей». Депутат Петрівської районної ради з 2010 року (Кіровоградська область). Член Партії відродження села.

## Життєпис
Народився 6 березня 1971 року в с. Новомануйлівка Петрівського району (нині Олександрійський район), Кіровоградської області.
До розвалу СРСР займався «купля-продажою».
Навесні 2009 року футбольний клуб «Десна» (Чернігів) отримав у власність підприємець Валерій Коротков, залучивши до фінансування колективу свого бізнес-партнера Олександра Поворознюка, який став спочатку віце-президентом, а з літа 2009 — президентом клубу. Олександр Поворознюк був готовий вкладати у футбольний клуб власні кошти:

| Агрофірма «П'ятихатська» працює на 12 тисяч гектарах землі і за рік прибуток становить 12-15 мільйонів гривень. 6-8 мільйонів на рік я можу витрачати на команду[6] |
Проте місцева влада, попри обіцянки підтримати клуб та добудувати стадіон, нічого не робила.
Влітку 2010 року Поворознюк відмовився від «Десни» через борги клубу.
У 2013 році створив ФК «Інгулець».
У листопаді 2013 року підтримав Президента України Віктора Януковича у рішенні щодо призупинення євроінтеграційних процесів в Україні та розвороту у відносинах з Росією.[джерело?]
2022 року, після вторгнення Росії в Україну, Поворознюк записав звернення до Президента Зеленського, яке стало вірусним після того, як на нього був записаний DJ-мікс, а саме трек «Вова, їбаш їх блять» від Мюслі UA. У травні 2022 року вийшов трек від Мюслі UA «Остановіть ви цю ху..ню», також із фразами Поворознюка.
Має щонайменше три судимості, одна з яких за статтею 86 КК України «Розкрадання державного або колективного майна шляхом крадіжки. Таємне викрадення державного або колективного майна».

## Родина
- Віталій Олександрович Поворознюк - син, помер 7 жовтня 2024 року у віці 34 років[14]